# ポパーの3世界論
ポパーの3世界論（ポパーのさんせかいろん）とは、イギリスの哲学者カール・ポパーが1978年の講義で提唱した、現実を捉える見方の一つである。世界1、世界2、世界3という3つの相互作用する世界が想定される。

## 世界1、世界2、世界3
ポパーは世界を3つのカテゴリーに分類する。
- 世界1：物理的対象・出来事の世界。生物はここに含まれる。
- 世界2：心的対象・出来事の世界。
- 世界3：客観的知識の世界。

## 世界1と世界2の相互作用
世界1と世界2が相互作用するという理論は、デカルト的二元論に対する代替案である。デカルトは、思惟する実体（res cogitans）と延長をもつ実体（res extensa）という2つの本質的実体から宇宙は構成されていると考えたが、ポパーの宇宙論はこの本質主義を退ける。ポパーは、物理的状態と心的状態が両方とも存在し、相互に作用を及ぼすという常識的な世界観を保持するのである。

## 世界3
ポパーの世界3は、思考の産物を含む。そこには、抽象的な対象、例えば科学理論、物語、神話、道具、社会制度、芸術作品などが含まれる。

## 世界2と世界3の相互作用
世界2と世界3の相互作用は、世界3が部分的には自律的であるという理論に基づいている。例えば、世界3における科学理論の発展は、意図せざる結果を生み出すが、それは世界2において問題や矛盾が発見されることに対応する。他の例として、学習によって世界3が世界2を変えるという事態が引き起こされる、という点がある。

## 世界1と世界3の相互作用
世界3には、工学や芸術の成果も含まれている。世界3の対象は、世界1において存在しているのだが、世界3によって具現化され意味を付与される。例えば、世界3における対象としての『ハムレット』の内在的価値は、物理的世界である世界1において、複数の具体物として現れる。この考えは、メタ対象あるいはイデア論と同じ系列に属する理論であるだろう。